# Filip Vujanović
Filip Vujanović (Филип Вујановић) (sinh ngày 1 tháng 9 năm 1954, Beograd, Nam Tư) là một chính trị gia người Montenegro, từ năm 2003, đã từng là Chủ tịch của Montenegro. Ông là Tổng thống đầu tiên của Montenegro kể từ khi nước này tách khỏi liên bang với Serbia và trở thành một quốc gia độc lập vào tháng 6 năm 2006. Ông tuyên bố một chiến thắng vang dội trong cuộc bầu cử tổng thống Montenegro tổ chức vào ngày 6 tháng 4 năm 2008.
Từ 21 tháng 5 năm 2008 ông là tổng thống nhiệm kỳ thứ hai.
Sinh ra và lớn lên ở Beograd, Vujanović tốt nghiệp trường luật của Đại học Beograd. Giữa năm 1978 và 1981, ông làm việc tại một Toà án thành phố của thành phố, và sau đó là trợ lý ở Tòa án huyện Beograd.
Năm 1981, ở tuổi 27, ông chuyển đến Titograd. Sau một thời gian ngắn như là thư ký của Tòa án quận Titograd, ông làm luật sư cho đến khi bước vào chính trị tháng 3 năm 1993.